# Abort
 For alternative betydninger, se Abort (flertydig). (Se også artikler, som begynder med Abort)
Abort er en afbrydelse af kvindens graviditet før fosteret er selvstændigt levedygtigt. Indtil 2004 blev grænsen for abort og (dødfødt) fødsel sat ved den 28. svangerskabsuge. I 2004 blev det ændret til den 22. svangerskabsuge. Den administrative forskel mellem aborterede fostre og dødfødte babyer, er at dødfødte babyer indgår i fødselsstatistikken, gives et navn, får udstedt dødsattest og begraves.

## Provokeret abort
Provokeret abort er i Danmark lovligt. Fri abort under visse omstændigheder støttes af et flertal i befolkningen. Igennem det 20. århundrede er aborten gradvis blevet friere og friere. Den 18. november 1920 blev abort tilladt i Sovjetunionen, og den 28. januar 1935 på Island.
Blandt grupper på den kristne højrefløj ses dette som et overgreb på menneskelivet. Man mener i disse sammenhænge, at livet begynder ved undfangelsen, og derfor må fosteret i moderens liv ses på lige fod med mennesker, der allerede er fødte.

### Historie
Aristoteles anbefalede abort som et middel til børnebegrænsning. Platon anbefalede abort, hvis den gravide var over 40 år. Romerne anså fosteret som en del af kvindens krop, så hun afgjorde selv, om hun ville bære det frem eller få det fjernet. Under Septimius Severus blev en gift eller fraskilt kvinde dog idømt bøde til ægtemanden eller hans slægt, hvis hun ved abort havde berøvet dem en arving. Christian 5.s Danske Lov fra 1683 står i skarp kontrast hertil, ved under påvirkning af gengældelsesprincippet i mosaisk ret at kræve dødsstraf for drab på nyfødte og fostre, såfremt drabet var foretaget af en ugift mor, § 6-6-7: "Letfærdige Qvindfolk, som deris Foster ombringe, skulle miste deris Hals, og deris Hovet sættis paa een Stage."  - I øvrigt samme straf som for overlagt drab og fødsel i dølgsmål.
Pave Sixtus 5. (1585–90) var den eneste pave før 1869, der erklærede (i 1588) fremkaldt abort som manddrab, uafhængigt af, hvor langt svangerskabet var kommet; og hans udtalelse blev slettet i 1591 af hans efterfølger. I det meste af sin historie har den katolske kirke været splittet i sit syn på, om svangerskabsafbrydelse er mord eller ej; og den engagerede sig ikke i større grad før 1800-tallet. En række historikere har skrevet, at før 1800-tallet anså de færreste katolske forfattere en svangerskabsafbrydelse før fosteret "vågnede til liv" eller "fik sjæl", som nogen abort.

### Danmark
En forordning fra 1714 om jordemødrenes virksomhed forbød jordemødre at give "noget Medicament, Drik, Pulver," som kunne virke abortfremkaldende, under trussel om at miste bestilling, ære, gods eller liv. I 1866 afløstes Christian 5.s Danske Lov af en straffelov, der i § 193 sagde, at "et frugtsommeligt Fruentimmer, der forsætlig fordriver sit Foster eller dræber det i Moders Liv, ansees med Strafarbeide indtil 8 Aar. Samme Straf er anvendelig paa den, som med Moderens Samtykke i saadan Hensigt anvender Midler paa hende med den anførte Virkning. Skeer det uden hendes Vidende og Vilie, ansees Gjerningsmanden med Strafarbeide fra 4 indtil 16 Aar og under særdeles skjærpende Omstændigheder paa Livstid." Her skilte man tydeligt mellem retsbeskyttelse for født og for ufødt liv, så barnemord blev behandlet lempeligere end forsætligt drab ellers.
I 1930 blev strafferammen for fremkaldt abort nedsat til højst 2 års fængsel, og man indførte "nødretsreglen", hvorved en kvinde kunne ansøge om at få afbrudt et svangerskab, der satte hendes liv eller helbred i overhængende fare. Der blev desuden nedsat en svangerskabskommission, hvis betænkning i 1937 førte til den første lov om svangerskabsafbrydelse, der tillod legal abort på medicinsk, etisk og eugenisk indikation. Eugenik, dvs. arvehygiejne, handlede om at ivaretage befolkningens sundhed gennem begrænsning af sygdomme og arvelige tilstande. Loven medførte, at psykisk og fysisk helbred, incest, voldtægt og arvelighed blev vurderet i sagsbehandlingen. 13. juni 1973 vedtog Folketinget Lov om adgang til svangerskabsafbrydelse, der trådte i kraft 1. oktober samme år og lovfæstede danske kvinders selvbestemte ret til abort inden udløbet af 12. svangerskabsuge. Danmark var dermed et af de første vesteuropæiske lande, der gennemførte adgang til fri abort. Loven kritiseredes flere steder i udlandet. Blandt andre Edward Kennedy var modstander af loven, til trods for hans ellers varme betagethed af det danske velfærdssamfund. Edward Kennedy ændrede holdning efter Roe v. Wade afgørelsen, som det f.eks. fremgår af en tale i National Press Club i 2005.

### Norge
I Norge blev dødsstraf for abort ophævet i 1842. I 1889 blev abort tilladt, så sandt kvindens liv og helbred stod i fare. Ulovlige aborter blev dog straffet med indtil tre års fængsel. I 1913 - året, da norske kvinder fik stemmeret på lig linje med mænd - startede også kampen for lovlig abort, anført af kvindesagsforkæmper Katti Anker Møller. Norske biskopper forfattede faktisk et hyrdebrev mod fri abort, da det blev indført i Norge i 1978. Forrige gang de norske biskopper havde gjort noget tilsvarende, var i februar 1941 som en advarsel mod nazismen. Stortinget skulle behandle et forslag om liberalisering af abortloven 9. april 1940. Sandsynligvis var det også blevet vedtaget, hvis tyske tropper ikke havde invaderet landet samme dag. Præsten Peder Blessing Dahle (1877-1948), der havde advaret norsk offentlighed mod Georg Brandes og Arnulf Øverland, glædede sig over tyskernes ankomst. I sit hæfte Afkristningsprocessen i Norge påpeger han, at Stortinget havde villet udvide adgangen til abort 9. april, men "da var der en, der greb ind". Den, der ikke forstod, at tyskernes invasion var Guds indgriben for at forhindre fri abort, forstod ingenting.
I november 2018 var der demonstrationer i hele Norge, efter KrFs forsøg på at undergrave ordningen. Allerede i 2016 leverede partileder Knut Arild Hareide i KrF med flere, et forslag til ændring i den norske grundlov, hvorved "retten til liv og legemlig integritet må omfatte hele livsspændet, fra den første begyndelse ved befrugtning til døden indtræder"  - dvs. et totalforbud mod abort.

### Tyskland
Dr. Kristina Hänel i Giessen blev i 2017 idømt en bøde på 6.000 euro for at have bedrevet "abortreklame". Hendes anke blev 14. oktober 2018 afvist. Dommeren bad hende om bære denne domsafsigelse "som en æresbevisning i påvente af en bedre lov". I virkeligheden havde hun kun anført abort som en af de tjenester, hun tilbyder som læge. Denne oplysning blev defineret som "abortreklame" efter § 219a, der forbyder at tilbyde abort på "en groft anstødelig måde" eller for tjene penge. I praksis rammer lovparagraffen læger, der kun oplyser om, at de udfører indgrebet. Der har derfor været tale om en sovende lovparagraf, der blev indført i 1933 i den hensigt at gøre det nemmere at "få" noget på jødiske læger, og ellers for at fremme antal børnefødsler. Den har været beskyttet af CDU, som frygter for, at abort kan "normaliseres", når pave Frans har sammenlignet abort med holocaust. I Tyskland må en abortsøgende kvinde allerede gennem en tvungen rådgivningssamtale, samt tre dages betænkningstid. Kristina Hänel er derfor klar for at tage sin sag videre til den tyske forfatningsdomstol og eventuelt til menneskerettighedsdomstolen i Haag.

### Irland
I Irland blev selvbestemt abort først lovlig ved folkeafstemning i 2018. Tidligere tilbød den nederlandske bevægelse Women on Waves abortpiller på sit skib Aurora, som lå udenfor Irland i internationalt farvand. Omkring 6.000 irske kvinder rejste årligt til England for at få foretaget abort.

### El Salvador
I El Salvador regnes abort som drab. I 2012 blev María Teresa Rivera dømt til fyrre års fængsel for drab under skærpende omstændigheder, efter en spontanabort, hvor hun ikke en gang havde været klar over, at hun var gravid. Hun blev løsladt i 2016, da fejlen blev indrømmet, og fik i 2017 indvilget asyl i Sverige sammen med sin søn, der var 7 år, da hun blev dømt. Rivera regner sig selv om "verdens første abortflygtning".

## Spontan abort
Spontan abort betyder, at en graviditet ufrivilligt afbrydes så tidligt, at fosteret ikke kan overleve. Dette sker hyppigst før 12. graviditetsuge. Hos alle kvinder er der risiko for, at graviditeten ender med spontan abort, hvilket sker ved 30% til 40% af alle graviditeter.
Grænsen mellem spontan abort og dødfødsel er ikke naturgiven og defineres forskelligt i forskellige lande. I Danmark ligger den i disse år i slutningen af den 22. graviditetsuge.